# كريستوفر وارد (صحفي)
كريستوفر وارد (بالإنجليزية: Christopher Ward)‏ هو صحفي بريطاني، ولد في 25 أغسطس 1942.